# Valentin Gromadzki
Valentin Gromadzki (fl. XIX-XX secolo) è stato un calciatore britannico, di ruolo centrocampista.

## Carriera
Probabilmente britannico con ascendenze polacche, noto in alcune fonti come Grombock, giocò nel Genoa e nella sua formazione riserve dal 1905 al 1906.
Con la seconda squadra rossoblu giocò nella Seconda Categoria: il 26 febbraio partecipa alla rotonda vittoria per 4 a 0 contro l'Andrea Doria II che permise la vittoria nelle eliminatorie liguri.
Disputò un solo incontro in prima squadra, il 14 gennaio 1906, nel quale mise a segno la rete vincente nel derby terminato uno a zero contro l'Andrea Doria. Al termine della stagione Gromadzki con il suo club si piazzò al terzo posto del Girone Nazionale.
Vanta anche 5 presenze in Palla Dapples.